# Boğaziçi Hava Taşımacılığı
Die Boğaziçi Hava Taşımacılığı (deutsch Bosporus Lufttransport, kurz BHT, inoffiziell aus dem Englischen auch Bosphorus Air Transport) war eine teilstaatliche Fluggesellschaft mit Sitz in Istanbul.

## Geschichte

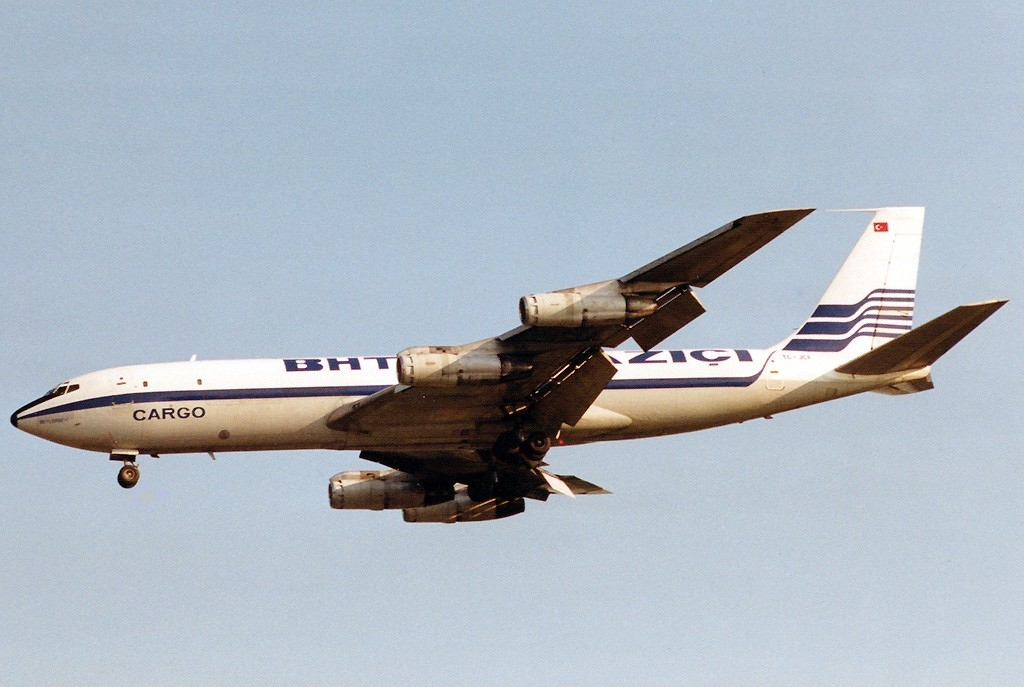
Boeing-707-300-Frachtflugzeug (TC-JCF) der BHT im Landeanflug auf den Flughafen Frankfurt, Mai 1989

Die Gründung der Boğaziçi Hava Taşımacılığı erfolgte zum 1. Dezember 1986 unter maßgeblicher Mitwirkung der Turkish Airlines. Letztere beteiligte sich mit rund 85 % an der Neugründung; die übrigen Geschäftsanteile übernahmen weitere türkische Unternehmen und Banken, bevor BHT schließlich im Juli des darauffolgenden Jahres 1987 mit einem Charterflug zwischen Istanbul und Berlin-Schönefeld den Betrieb aufnahm. Neben zwei Frachtflugzeugen vom Typ Boeing 707-300C, die im weltweiten Charterverkehr operierten, verwendete BHT zwei McDonnell Douglas DC-10-10, die sie zuvor von ihrer Anteilseignerin Turkish Airlines übernommen hatte und nun zur europaweiten Beförderung von türkischen Gastarbeitern einsetzte. Ein größerer Durchbruch im Tourismussektor blieb verwehrt, da die Reiseveranstalter das Unternehmen aufgrund seiner Qualitäts- und Preispolitik eher mieden. Anders gestaltete sich die Situation im Hinblick auf den Frachtflug der BHT: Im Jahre 1988 rund 4000 Tonnen Fracht nach Amerika, Europa, Asien und Afrika transportierend, betrieb die BHT an den Flughäfen Antalya, Ankara, Adana und Izmir eigene Warenlager und Kühlhäuser.
Später wurde die Flotte der BHT um geleaste Maschinen des Typs Boeing 727-200 ergänzt, die unter anderem auch von Nordzypern aus operierten. Ebenso errichtete man zwischen Istanbul und Ankara eine Linienverbindung. Sodann eine Privatisierung anstrebend, wurden die Geschäftsanteile an der BHT im Jahre 1988 an die staatliche, türkische Entwicklungsbank übertragen. Da der Passagierflugbetrieb, der für rund 75 % der Einnahmen der BHT verantwortlich zeichnete, über all die Jahre hinter den Erwartungen zurückgeblieben war, gestaltete sich die Investorensuche für die Fluggesellschaft jedoch schwierig und blieb schließlich erfolglos. Die gegen Ende 1988 angestellten Planungen zwecks Einsatzes einer Boeing 737-200QC im Gemüsetransport konnten daher nicht mehr realisiert werden und BHT stellte den Flugbetrieb 1989 ein; noch im Laufe desselben Jahres wurde das Unternehmen liquidiert und der Charterbereich von Turkish Airlines zurückübernommen.

## Flugziele
Boğaziçi Hava Taşımacılığı betätigte sich zeit ihres Bestehens im weltweiten Frachtflug und führte darüber hinaus Passagier-Charterflüge von der Türkei aus zu Zielen in Großbritannien, Westdeutschland, Italien und der Schweiz durch. Neben dem Transport von Gastarbeitern wurden im Rahmen von Pauschalreisen ebenso Ziele in Frankreich bedient.

## Flotte

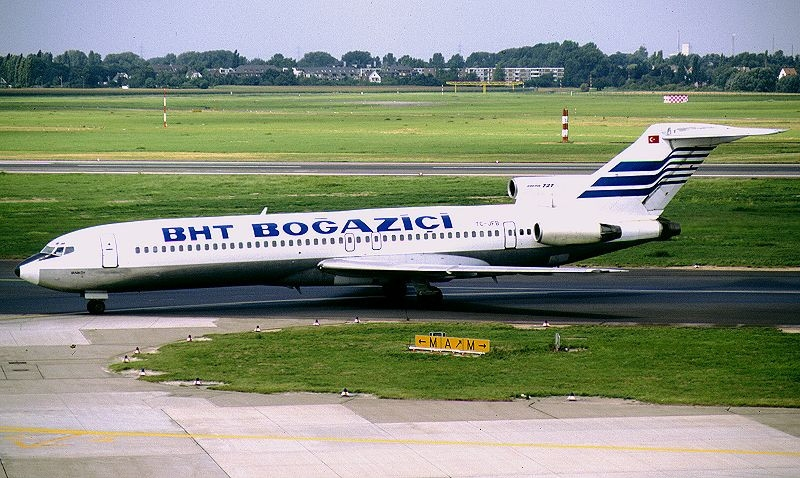
Boeing 727-200 (TC-JFB) der BHT auf dem Flughafen Düsseldorf, Sommer 1988

Die für das Jahr der Betriebseinstellung 1989 dokumentierte Flotte der Boğaziçi Hava Taşımacılığı setzte sich aus den nachstehenden fünf Maschinen zusammen:
| Flugzeugtyp                | Anzahl | Luftfahrzeugkennzeichen Werknummer | Taufname   | Sitzplätze | Anmerkungen                          |
| -------------------------- | ------ | ---------------------------------- | ---------- | ---------- | ------------------------------------ |
| Boeing 707-300C            | 2      | TC-JCC 18715                       | Usküdar    | —          | Frachtflugzeuge, TC-JCF mit Hush Kit |
| Boeing 707-300C            | 2      | TC-JCF 19271                       | Beylerbeyi | —          | Frachtflugzeuge, TC-JCF mit Hush Kit |
| Boeing 727-200             | 2      | TC-JFA 20434                       | Ortakoy    | 185        | geleast von Aeron Aviation           |
| Boeing 727-200             | 2      | TC-JFB 20433                       | —          | 185        | geleast von Aeron Aviation           |
| McDonnell Douglas DC-10-10 | 1      | TC-JAY 46907                       | Yankoy     | 345        | geleast von Turkish Airlines         |